# Скрипнюк Олександр Васильович
Олександр Васильович Скрипнюк (нар. 17 квітня 1960, Перемишель, Хмельницька область) — український правознавець, директор Інституту держави і права ім. В.М. Корецького НАН України. Доктор юридичних наук. Заслужений юрист України.
Головний редактор журналу «ScienceRise: Juridical science», заступник голови редакційної ради журналу «Юридична Україна», входить до редакційних та наукових рад журналів: «Право України», «Публічне право», член редакційної колегії наукових часописів: «Правова держава», «Держава і право» та «Щорічник українського права».
Позаштатний консультант комітетів Верховної Ради України VII та VIII скликання.

## Життєпис
Народився 17 квітня 1960 року селі Перемишель Хмельницької області.
Закінчив історичний факультет Київського державного університету імені Т. Г. Шевченка у 1986 році. Потім, з 1986 по 1988 рік працював асистентом кафедри історії Рівненського державного педагогічного інституту. У 1988 році поступив в аспірантуру на історичний факультет Київського державного університету ім. Т. Г. Шевченка. У 1991 році здобув ступінь кандидата історичних наук, захистивши дисертацію тему «Дискусії в Компартії України 1921—1925 рр.: причини та наслідки». Аспірантуру закінчив у 1992 році.
Деякий час у 1992 році працював референтом Бюро академічних, культурних та інформаційних зв'язків Українського культурного фонду Міністерства культури України. З 1992 по 1993 роки був заступником начальника управління гуманітарних наук ВАК України, а з 1993 по 1996 рік очолював управління гуманітарних наук ВАК України.
У 1995 році закінчив факультет державного управління і будівництва Юридичного інституту Одеського державного університету ім. І. І. Мечникова. У 1996 році став доктором юридичних наук, захистивши дисертацію на тему «Розбудова Української держави на сучасному етапі». Тоді ж йому було присвоєно вчене звання професора.
З 1996 по 2002 рік очолював відділ суспільних та гуманітарних наук ВАК України. У 1999 році Скрипнюка обрали членом-кореспондентом Національної академії педагогічних наук України, а у 2000 році — членом-кореспондентом Академії правових наук України. У 2001 році пройшов стажування в Міннесотському університеті за фахом «державне управління».
З 2003 року є головним науковим співробітником Інституту держави і права імені В. М. Корецького НАН України, завідувач кафедри конституційного права Національного університету «Острозька академія». У 2004 році став дійсним членом Академії правових наук України.
З 2004 по 2016 рік очолював відділ міжнародних наукових зв'язків Управління планування та координації правових досліджень в Україні апарату президії Національної академії правових наук України у Києві.
З 2016 по 2021 рік був заступником директора з наукової роботи Інституту держави і права імені В. М. Корецького НАН України.
30 листопада 2021 року був обраний директором Інституту держави і права ім. В.М. Корецького НАН України.

## Нагороди та звання
- Заслужений юрист України — за вагомі заслуги у зміцненні законності і правопорядку, високий професіоналізм (1997)[2]
- Велика срібна медаль «Князь Василь–Костянтин Острозький»
- Медаль Національної академії педагогічних наук України: «К. Д. Ушинський» та «Г. С. Сковорода»
- Почесна грамота Кабінету Міністрів України (2010)
- Почесна грамота Верховної Ради України (2017)
- Відзнака Конституційного Суду України (2012)
- Лауреат Премії НАН України імені М. П. Василенка (2002)
- Лауреат Премії імені Ярослава Мудрого (2011)
- Лауреат Премії Володимира Великого (2014)

## Публікації
- Очерки политологии (у співавт., 1993),
- Наука о политике: в 2 т. (у співавт., 1994, 1995),
- Теоретико-методологічні засади формування та розвитку громадянського суспільства і правової держави в Україні (1995)
- Політологія: кінець XIX — перша половина XX ст. (у співавт., 1996)
- Політологія (у співавт., 1998, 2001)
- Политология: наука о политике (у співавт., 1999)
- Соціальна правова держава в Україні: проблеми теорії і практики (2000)
- Державотворення і правотворення в Україні: досвід, проблеми, перспективи (у співавт., 2001)
- Конституція України та її функції: проблеми теорії та практики її реалізації (2005)
- Відповідальність за порушення виборчого законодавства України (у співавт., 2006)
- Політика, право і влада в контексті трансформаційних процесів в Україні (у співавт., 2006)
- Державне управління і політика (у співавт., 2006)
- Демократія: Україна і світовий вимір. — К : Логос, 2006. — 368 с. — ISBN 966-581-740-X.
- Юридична відповідальність за порушення законодавства про вибори народних депутатів України (у співавт., 2007)
- Держава і громадянське суспільство в Україні: проблеми взаємодії (у співавт., 2007)
- Права громадян у сфері виконавчої влади: адміністративно-правове забезпечення реалізації та захисту (у співавт., 2007)
- Політична система в умовах взаємодії громадянського суспільства і правової держави (у співавт., 2008)
- Україна в 2008 році: щорічні оцінки суспільно-політичного та соціально-економічного розвитку (у співавт., 2008)
- Принцип верховенства права у діяльності держави та в адміністративному праві (у співавт., 2008)
- Правова система України: історія, стан та перспективи: у 5 т. Т. 1: Методологічні та історико-теоретичні проблеми формування і розвитку правової системи України (у співавт., 2008 (укр.), 2011 (рос.), 2013 (англ.)
- Адміністративно-територіальна реформа в Україні: політико-правові проблеми (у співавт., 2009)
- Курс сучасного конституційного права України: академічне видання (2009)
- Конституційне право України (2010)
- Нормотворча діяльність Президента України та її нормотворче забезпечення: монографія (у співавт., 2011)
- Легітимність державної влади в правовій теорії та державно-правовій практиці: монографія (у співавт., 2011)
- Конституція України: Науково-практичний коментар (у співавт., 2011)
- Науково-практичний коментар Закону України "Про Службу безпеки України (2012)
- Науково-практичний коментар Закону України «Про столицю України — місто-герой Київ» (2012)
- «Правова доктрина України: у 5 т. Т.2: Публічно-правова доктрина України» (У співавт., 2013 (укр.), 2016 (англ.)
- Проблеми теорії конституційного права України (у співавт., 2013)
- Формула демократії: народ, конституція, влада (у співавт., 2016)
- «Велика українська юридична енциклопедія: у 20 т. Т. 1: Історія держави і права України (у співавт., 2016), Т. 2: Філософія права» (у співавт., 2017).

## Особисте життя
Син — Олександр.